# Tutti Frutti (godis)

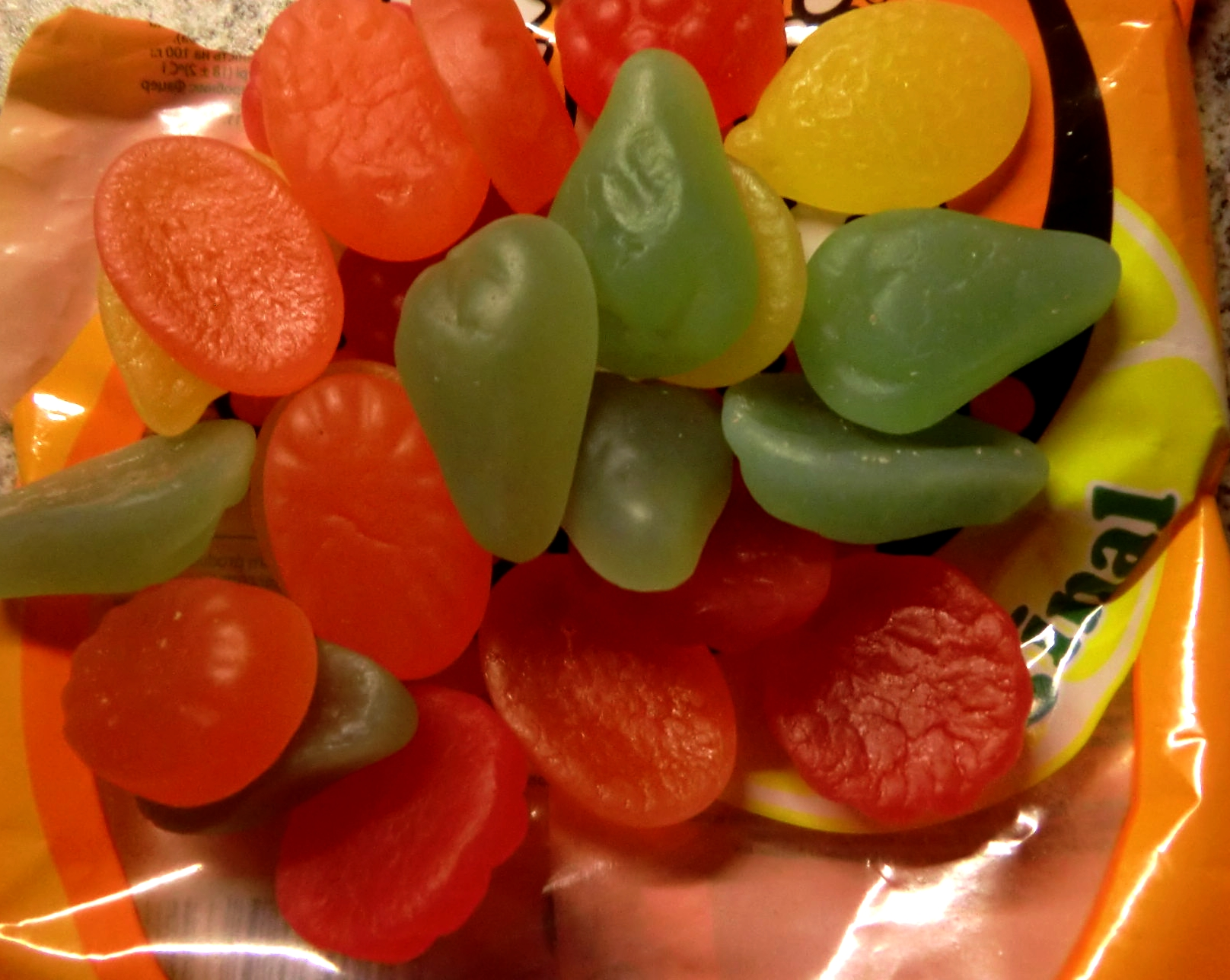
Tutti Frutti i påse introducerades 1989.

Tutti Frutti är en serie godisprodukter med fruktsmak från Fazer.
Tutti Frutti har funnits sedan 1921 och bestod ursprungligen av hårda karameller. De tillverkades ursprungligen av Mazetti i Malmö. 1924 skapades den Tutti Frutti-smak som sedan dess legat till grund för produkten. År 1946 kom tablettasken med mjuka tabletter. I slutet av 1970-talet tog finländska Fazer över och 1989 var det premiär för Tutti Frutti i påse med gelégodis i blandade fruktsmaker. På 1990-talet lanserades Tutti Frutti som klubba samt en ny variant i påse. Under 2000-talet har sortimentet utökats med ytterligare varianter. I Finland finns även flera tuggummin med smak av Tutti Frutti.